# Вакар Денис Миколайович
Денис Миколайович Вакар (нар. 16 січня 1989, Миколаїв, СРСР) — український футболіст, нападник. Кандидат в майстри спорту з футболу.

## Життєпис
Вихованець ДЮСШ ФК «Миколаїв» (Перший тренер — Анатолій Норов). Після випуску з ДЮСШ, рік провів у СК «Миколаїв-2» у тренера Владлена Науменко, а потім на запрошення тренера Євгена Кучеревського перейшов у команду майстрів. З приходом у СК «Миколаїв» Анатолія Заяєва був змушений покинути команду. Продовжив кар'єру в «Вікторі».
У 1998 році при тренері Конькові повернувся до СК «Миколаєва», який боровся за виживання у вищій лізі. Дебют у вищій лізі — 18 липня 1998 року в матчі СК «Миколаїв» — «Дніпро» (Дніпропетровськ), 2:0. Після вдалої гри у кубковому матчі з «Кривбасом» отримав від наставників цієї команди Тарана й Литовченка запрошення спробувати сили в складі одного з лідерів вищої ліги, де в цей час вже виступали четверо екс-миколаївців — Лавренцов, Бугай, Пономаренко й Забранський. Перейшовши у «Кривбас», Денису не вдалося пробитися в основний склад команди. Грав лише в дублі.
У 2000 році тренер Калита покликав знову в місто Миколаїв, допомогти оновленій команді. Для Вакара це був третій прихід в команду рідного міста. Всього за три періоди зіграв за «Миколаїв» 20 матчів.
Наприкінці 2000 року виступав вже в аматорському колективі «Колос» (Степове), де за виграш всеукраїнського Кубку отримав звання кандидата в майстри спорту з футболу.
Далі в кар'єрі Дениса були «Спартак» (Суми), «Портовик» (Іллічівськ), «Торпедо» (Запоріжжя), «Сталь» (Дніпродзержинськ) й «Пальміра» (Одеса). Найвдалішим в цей період був сезон 2003/2004 років, коли в «Пальмірі» в 26-ти матчах Вакар забив 11 м'ячів.
Продовжив виступи в аматорських колективах. У 2006 році в складі одеського «Івана» брав участь у відбіркових матчах розіграшу Кубку регіонів УЄФА.
У 2006 році перейшов до складу ПФК «Олександрія», яка на той час виступала в першій лізі чемпіонату України. Дебютував за команду з однойменного міста 1 серпня 2008 року у програному (0:1) виїзному поєдинку 3-го туру першої ліги чемпіонату України проти ужгородського «Закарпаття». Денис вийшов на поле на 66-ій хвилині, замінивши Олександра Гребінюка. Проте цей матч виявився першим й останнім у футболці «Олександрія» для Вакара в чемпіонаті України. Вдруге та востаннє в складі олександрійської команди Денис виходив на поле на 89-ій хвилині (замість Ігора Сіренка) програного (0:2) домашнього матчу кубку України проти полтавської «Ворскли».
У 2007 році грав за «Будівельник» (Миколаїв). У 2010 грав за «Тепловик» й «Таврію» (Новотроїцьке). З 2012 року знову захищав кольори «Тепловика».